# Elfte timmen (radioprogram)
Elfte timmen var ett direktsänt radioprogram med bland andra Lasse Brandeby, Janne Josefsson, Lennart Persson och Frank Gunnarsson.
Programmet sändes på P4 Göteborg och Radio Sjuhärad två timmar mot midnatt på torsdagkvällarna i början av 1980-talet.
Det var en blandning av allvar, satir och folklighet, och det var första gången lyssnare ocensurerade kunde ringa rätt in i ett direktsänt radioprogram och säga vad de tyckte.